# ادوارد سادویان
ادوارد دراستاماتی سادویان (ارمنی: Էդուարդ Դրաստամատի Սադոյան؛  ۲۲ اوت ۱۹۳۸ – ۲۱ فوریهٔ ۲۰۱۸) یک آهنگساز اهل ارمنستان بود. وی بین سال‌های - تا - میلادی فعالیت می‌کرد.

## زندگی‌نامه
وی در ۲۲ اوت ۱۹۳۸ در ایروان به دنیا آمد و از کنسرواتوار دولتی کومیتاس ایروان فارغ‌التحصیل شد. وی عضو اتحادیه آهنگسازان ارمنستان (۱۹۷۹) بود. وی همچنین برندهٔ جوایزی همچون چهره هنری شایسته جمهوری ارمنستان (۲۰۱۳) شده است. وی در ۲۱ فوریه ۲۰۱۸ در سن ۷۹ سالگی درگذشت.